# Fyllodium

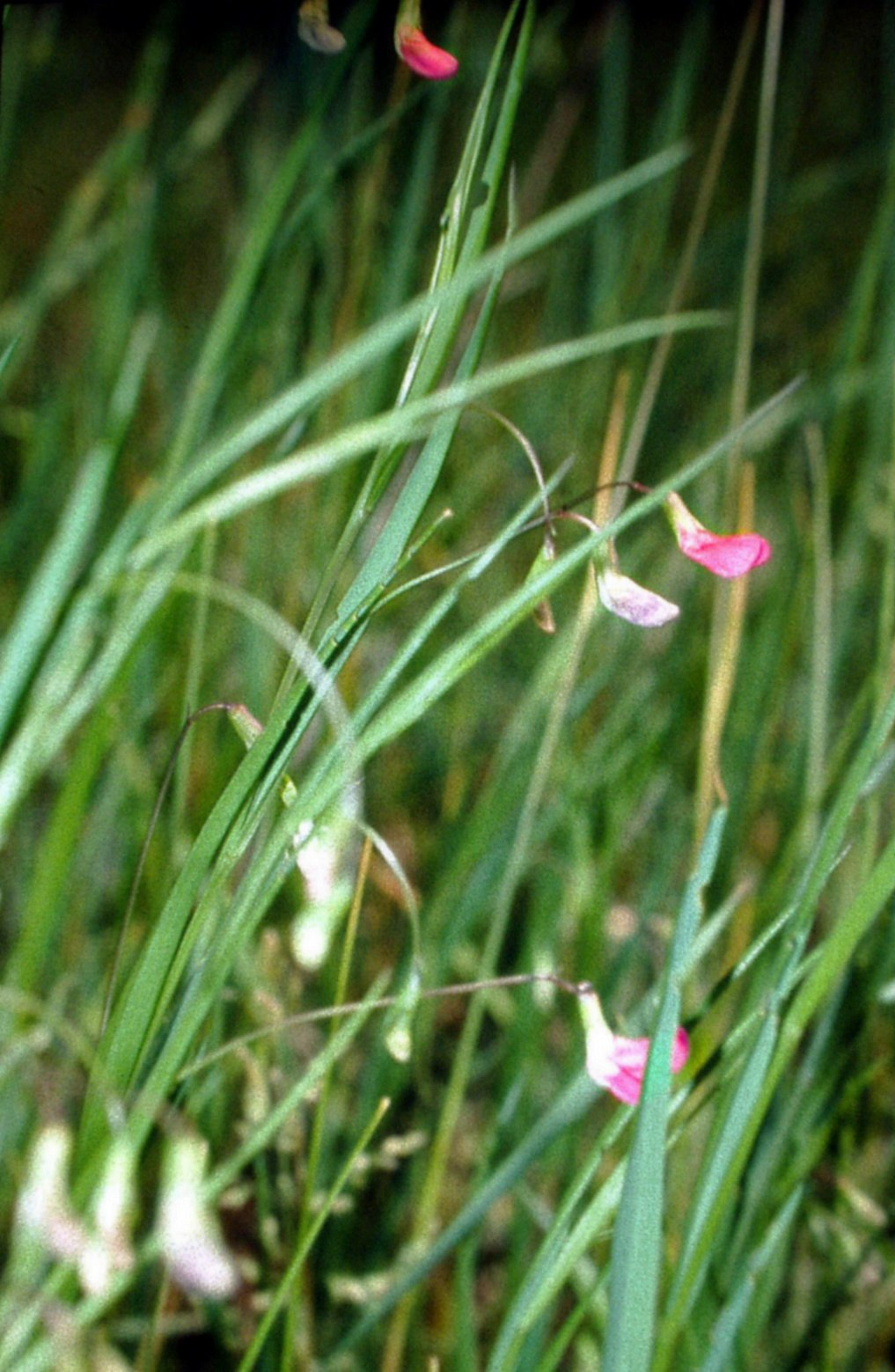
Graslathyrus (Lathyrus nissolia)

Een fyllodium is de verbrede bladsteel dat de functie van het blad heeft overgenomen. De bladschijf is bijna of helemaal afwezig.
Fyllodia komen in verschillende mate van ontwikkeling voor bij soorten van het geslacht Acacia, vooral bij de Australische soorten. Soms kan speciaal bij jonge planten nog een kleine bladschijf aan het fyllodium te zien zijn.

Voorbeelden van fyllodia
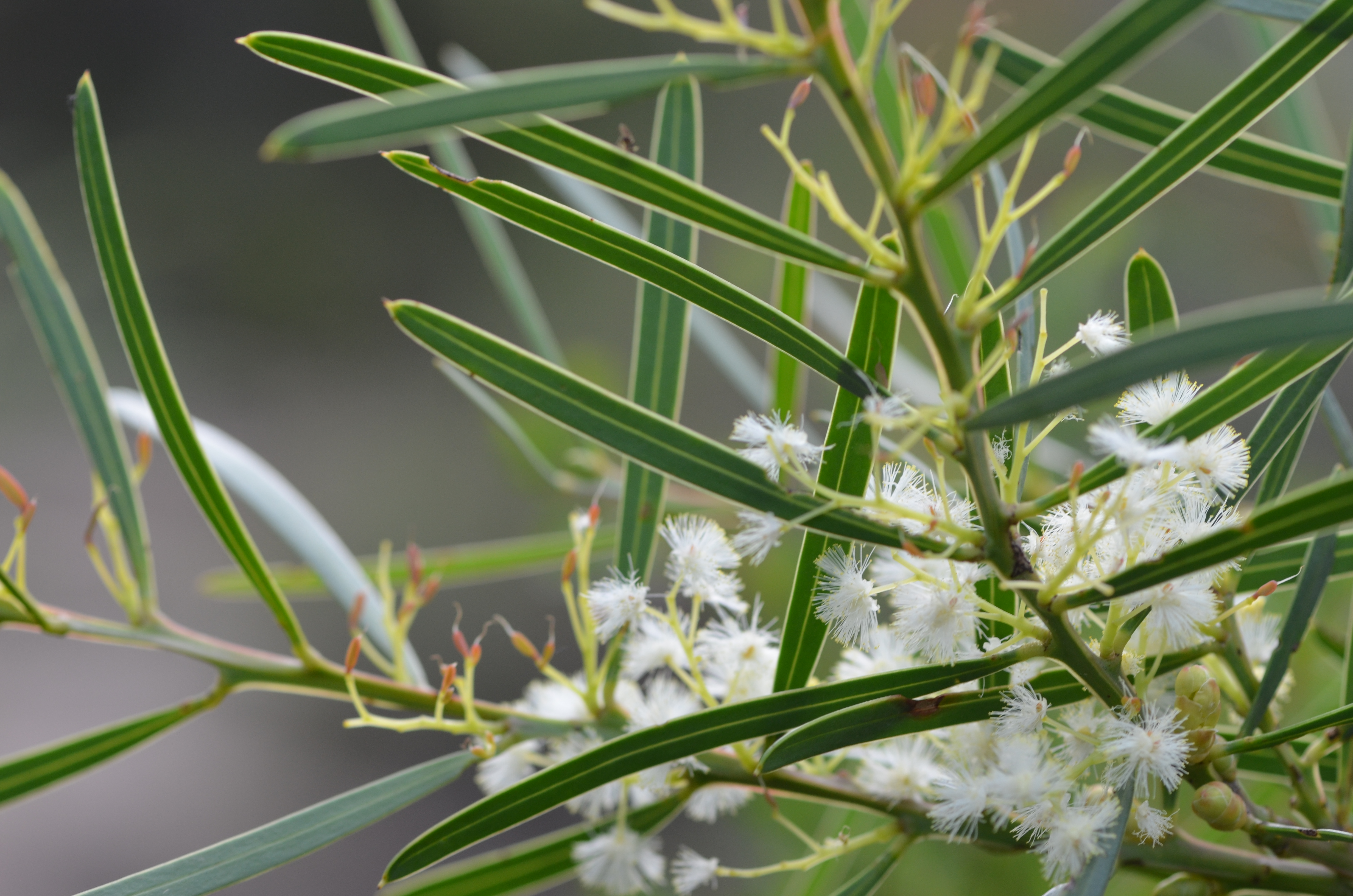
Acacia suaveolens
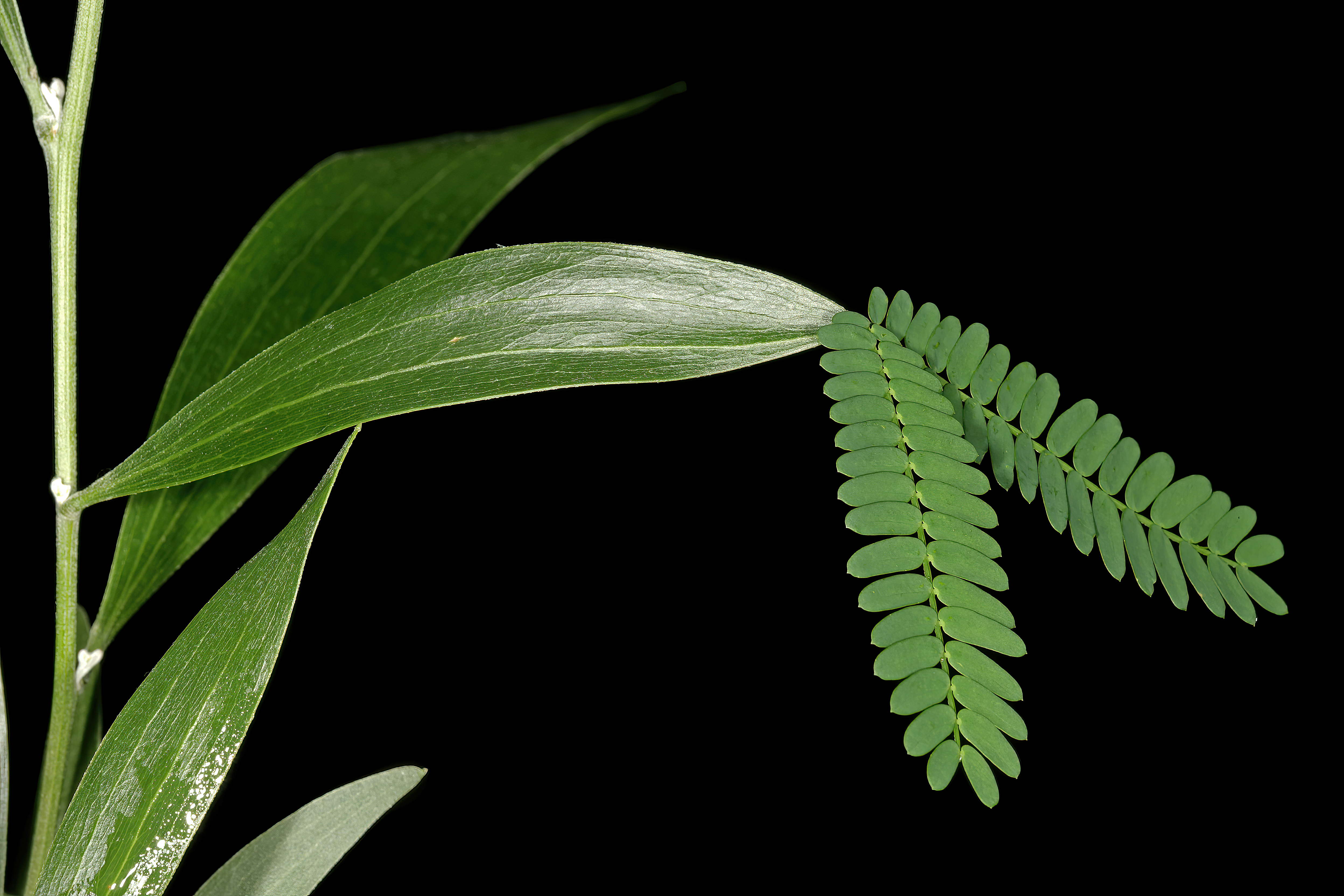
Acacia melanoxylon
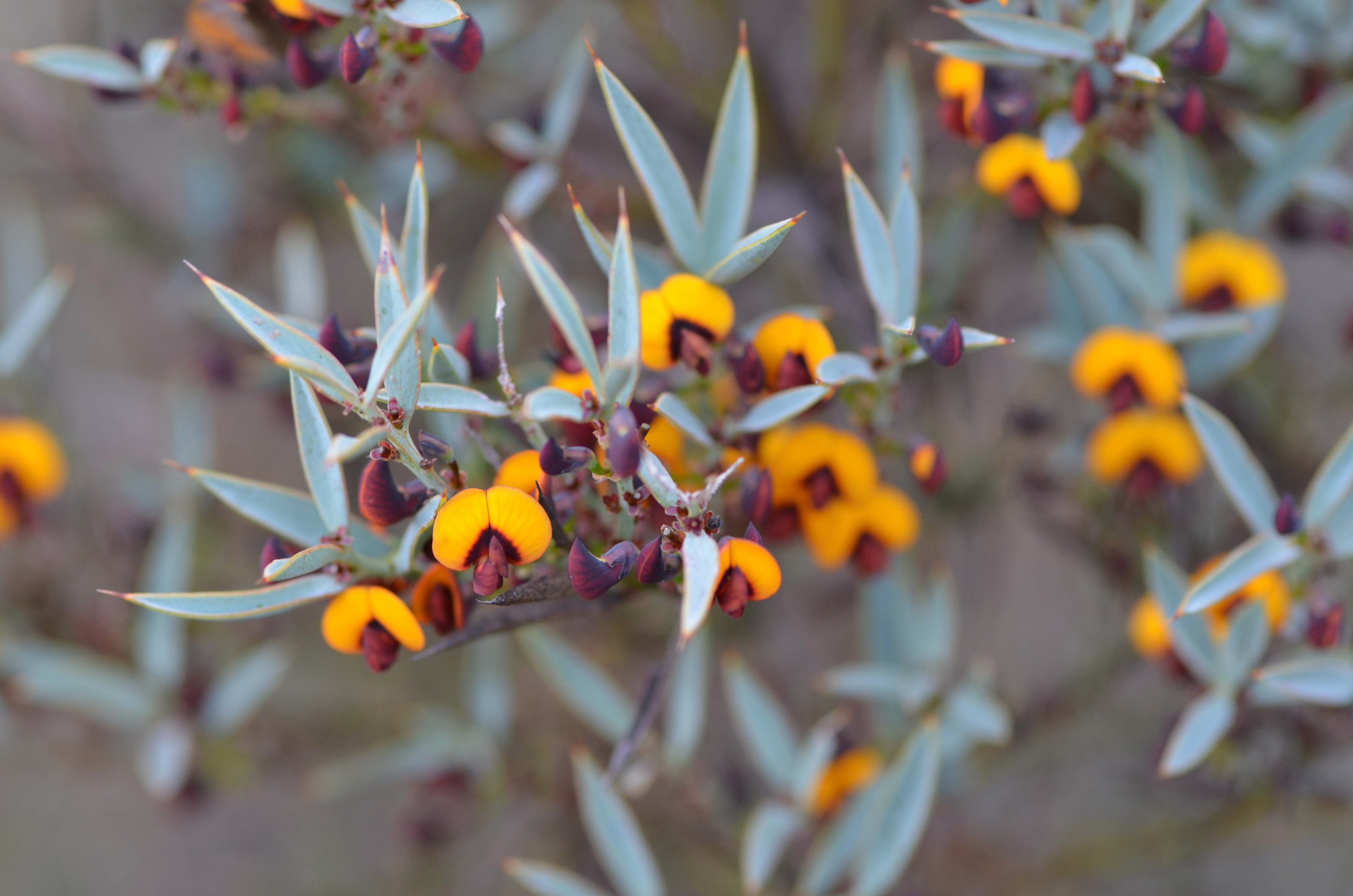
Daviesia nudiflora
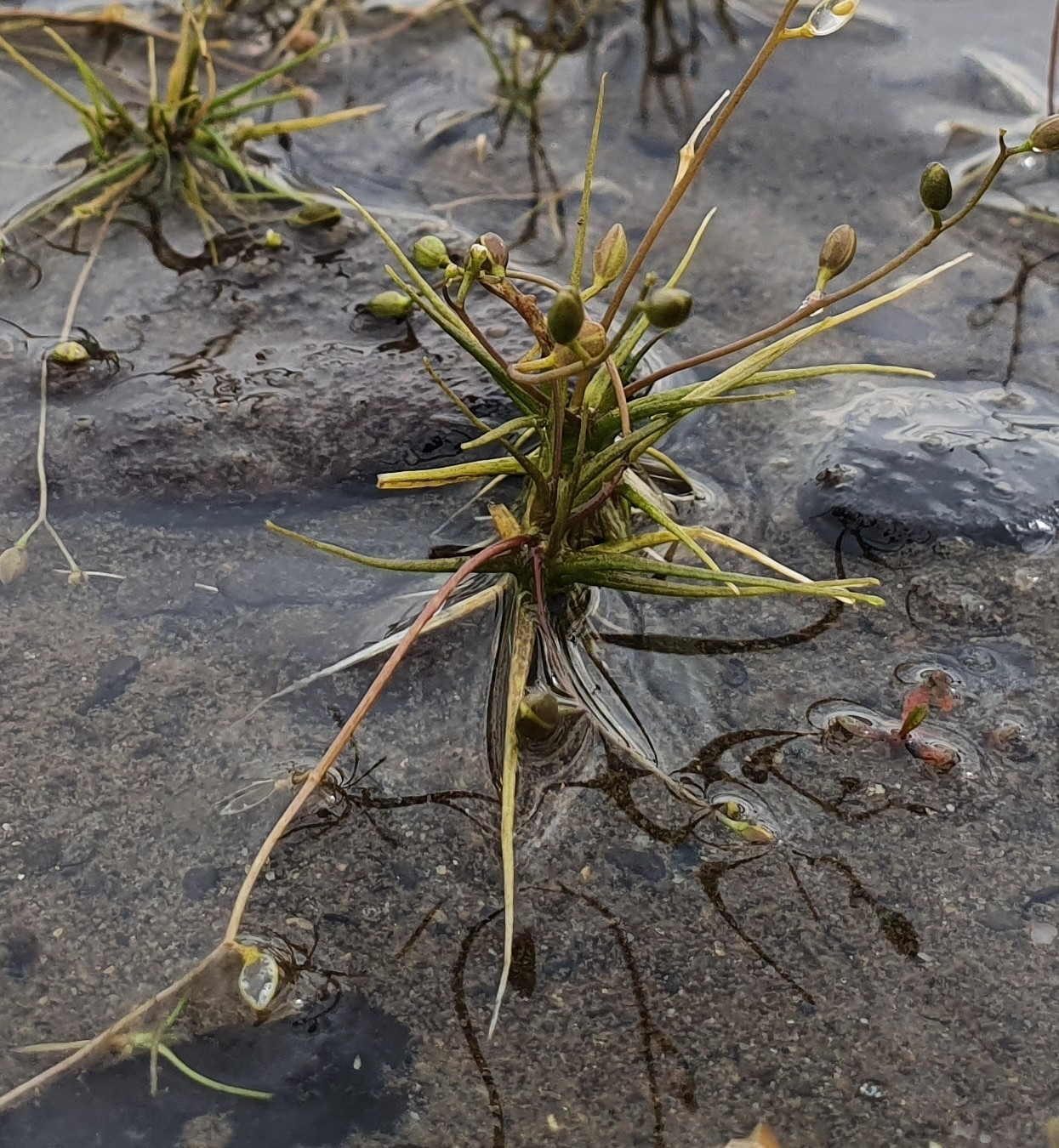
Fyllodia bij priemkruid